# Зимові Олімпійські ігри 1984
Зимові Олімпійські ігри 1984 або XIV Зимові Олімпійські ігри — міжнародне спортивне змагання із зимових видів спорту, яке проходило під егідою Міжнародного олімпійського комітету у місті Сараєво, Соціалістична Федеративна Республіка Югославія з 8 по 19 лютого 1984 року.

## Учасники

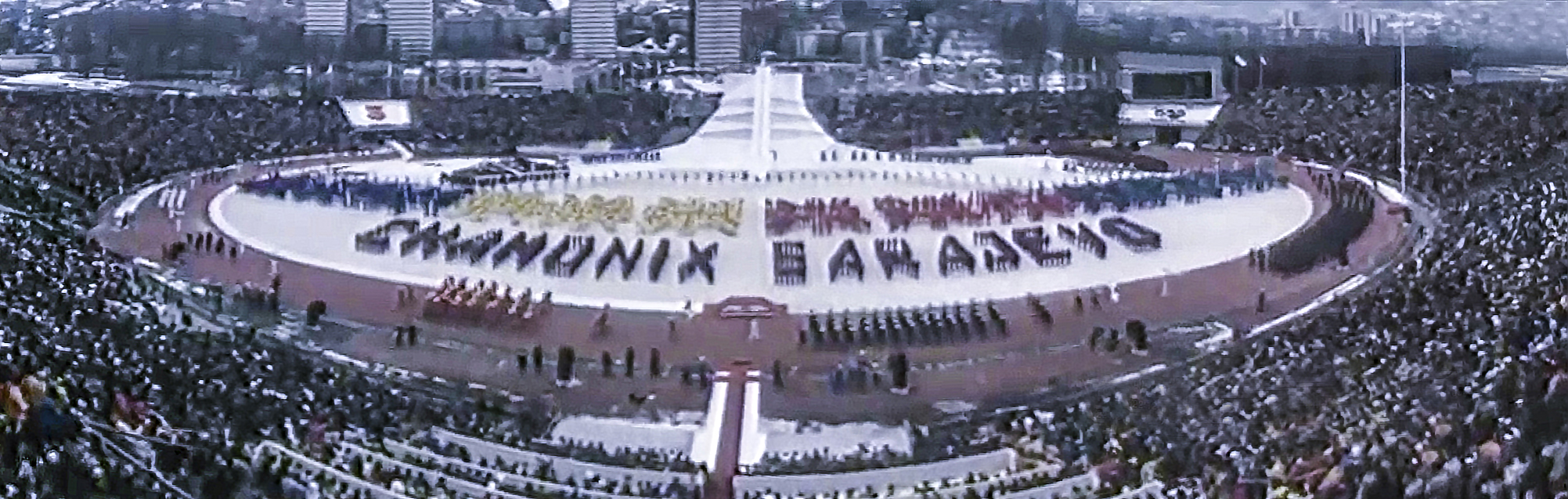
Панорама стадіону в Сараєво під час церемонії відкриття Олімпійських ігор.

- Андорра  (2)
- Аргентина  (18)
- Австралія  (10)
- Австрія  (65)
- Бельгія  (4)
- Болівія  (3)
- Британські Віргінські Острови  (1)
- Болгарія  (16)
- Канада  (67)
- Чилі  (4)
- Китай  (37)
- Коста-Рика  (4)
- Кіпр  (5)
- Чехословаччина  (50)
- Єгипет  (1)
- Фінляндія  (45)
- Франція  (32)
- НДР  (57)
- ФРН  (84)
- Велика Британія  (30)
- Греція  (6)
- Угорщина  (9)
- Ісландія  (5)
- Італія  (74)
- Японія  (39)
- Північна Корея  (6)
- Південна Корея  (15)
- Ліван  (4)
- Ліхтенштейн  (10)
- Мексика  (1)
- Монако  (1)
- Монголія  (4)
- Марокко  (4)
- Нідерланди  (13)
- Нова Зеландія  (6)
- Норвегія  (58)
- Польща  (30)
- Пуерто-Рико  (1)
- Румунія  (19)
- Сан-Марино  (3)
- Сенегал  (1)
- СРСР  (99)
- Іспанія  (13)
- Швеція  (60)
- Швейцарія  (42)
- Китайський Тайбей  (12)
- Туреччина  (7)
- США  (107)
- Югославія  (71)

## Медальний залік
Топ-10 неофіційного національного медального заліку:
| Місце | Країна    | Золото | Срібло | Бронза | Загалом |
| ----- | --------- | ------ | ------ | ------ | ------- |
| 1     | НДР       | 9      | 9      | 6      | 24      |
| 2     | СРСР      | 6      | 10     | 9      | 25      |
| 3     | США       | 4      | 4      | 0      | 8       |
| 4     | Фінляндія | 4      | 3      | 6      | 13      |
| 5     | Швеція    | 4      | 2      | 2      | 8       |
| 6     | Норвегія  | 3      | 2      | 4      | 9       |
| 7     | Швейцарія | 2      | 2      | 1      | 5       |
| 8     | Канада    | 2      | 1      | 1      | 4       |
| 8     | ФРН       | 2      | 1      | 1      | 4       |
| 10    | Італія    | 2      | 0      | 0      | 2       |

## Визначні події та досягнення
- До програми лижних перегонів увійшла жіноча гонка на 20 км.
- Мар'я-Ліїса Хямяляйнен виграла всі три індивідуальні гонки з лижних перегонів серед жінок, і була третьою разом із збірною Фінляндії в естафеті.
- Британська танцювальна пара Торвілл і Дін отримала оцінки 6,0 за артистичне враження від усіх суддів — унікальний факт у фігурному катанні.